# ديميتار رانغيلوف
ديميتار رانغيلوف (بالبلغارية: Димитър Рангелов)‏ (مواليد 7 مارس 1983 في صوفيا - بلغاريا) لاعب كرة قدم بلغاري يلعب حاليا لصالح نادي الدرجة الأولى بروسيا دورتموند الألماني منذ 2009 في مركز المهاجم . .

## روابط خارجية
- ديميتار رانغيلوف على موقع الاتحاد الأوربي (الإنجليزية)
- ديميتار رانغيلوف على موقع اتحاد تركيا (لاعب) (الإنجليزية)
- ديميتار رانغيلوف على موقع قاعدة بيانات كرة القدم.إي يو (الإنجليزية)
- ديميتار رانغيلوف على موقع بيانات كرة القدم. دي إي (الألمانية)
- ديميتار رانغيلوف على موقع ليكيب (الفرنسية)
- ديميتار رانغيلوف على موقع ناشيونال فوتبول تيمز (الإنجليزية)
- ديميتار رانغيلوف على موقع Soccerway.com (الإنجليزية)
- ديميتار رانغيلوف على موقع عالم كرة القدم.نت (الإنجليزية)
- ديميتار رانغيلوف على موقع كووورة
- ديميتار رانغيلوف على موقع AS.com (الإسبانية)